# Mikrobizid
Mikrobizide, auch Mikrobiozide genannt, sind chemische Stoffe oder Mischungen, die Mikroben abtöten.
Mikrobizide gehören zusammen mit den mikrobiostatischen Substanzen zu den antimikrobiellen Substanzen und bilden eine Untergruppe der Biozide.

## Wirkspektrum
Mikrobizide lassen sich unterteilen in:
- Viruzide – Primär gegen Viren
- Bakterizide – Primär gegen Bakterien
  - Spezialfall: Tuberkulozide (gegen Tuberkulose verursachende Keime)
- Fungizide – Primär gegen Pilze
- Algizide – Primär gegen Algen

## Funktionsweise
Es sind verschiedene Wechselwirkungen zwischen einem Mikrobizid und z. B. Viren bekannt:
- Veränderung der Virushülle
- Strukturelle Veränderung
- Veränderung von viralen Markern oder
- Veränderung des viralen Genoms

Die Wirksamkeit der Substanzen hängt von verschiedenen Faktoren ab.

## Normen & Tests
- EN 14476:2019 (Suspensionsversuch)[5]
- EN 16777:2018 (Oberflächentest)[6]
- EN 1500 (Händedesinfektion)[7]

Weitere Testmethoden, -anforderungen und -kriterien etc. ergeben sich aus der VAH-Zertifizierung.
Die Desinfektionsmittel-Kommission im Verbund für Angewandte Hygiene (VAH) e. V. gibt eine Liste chemischer Verfahren für die prophylaktische Desinfektion sowie für die hygienische Händewaschung in Zusammenarbeit mit DGHM, DGKH, GfV, GHUP und BVÖGD heraus. Basis sind die Anforderungen und Methoden zur VAH-Zertifizierung chemischer Desinfektionsmittel, welche als geprüft und als wirksam befunden wurden.

## Wirkstoffe & Methoden

### Generelle Substanzen
Zu den bekannten Substanzen oder Verbindungen gehören: Alkohol, Chlor und Chlorverbindungen, Formaldehyd, Glutaraldehyd, Wasserstoffperoxid, Iodophore, Ortho-Phthalaldehyd (OPA), Peressigsäure, Peressigsäure und Wasserstoffperoxid, Phenole, quartäre Ammoniumverbindungen, alle mit unterschiedlicher, aber meist starker mikrobizider Wirkung.

### Physikalische oder Chemisch-Physikalische Methoden
Weitere physikalische Stoffe oder Methoden sind UV, spezielle Metalle, Ozon, Wärme, Kälte, Mikrowellen, Filtration etc.

### Andere Substanzen, Methoden, Forschungsthemen
- Antimikrobielle Peptide
- Ätherische Öle[16][17] z. B. Eugenol, Terpene
- Bacteriocine
- CLR01 („molekulare Pinzette“) z. B. gegen HI-Viren[18] oder in Versuchen gegen SARS-CoV-2[19]

## Anwendung & Sicherheit
Mikrobizide sind meist toxisch, abhängig von Konzentration, Mischung etc.